# Elecciones provinciales de Santiago del Estero de 2017
Las elecciones generales de la provincia de Santiago del Estero de 2017 se realizaron el 22 de octubre de 2017 para elegir gobernador y vicegobernador y renovar 40 escaños de la Legislatura. También hubo elecciones para autoridades municipales. La fecha de las elecciones municipales es fijada por cada municipio.
El Frente Cívico por Santiago ganó la gobernación y la mayor cantidad de bancas en la Legislatura.

## Resultados

### Gobernador y vicegobernador
| Fórmula                        | Fórmula                    | Partido/Alianza       | Partido/Alianza                                     | Votos   | %     |
| Gobernador                     | Vicegobernador             | Partido/Alianza       | Partido/Alianza                                     | Votos   | %     |
| ------------------------------ | -------------------------- | --------------------- | --------------------------------------------------- | ------- | ----- |
| Gerardo Zamora                 | José Emilio Neder          |                       | Frente Cívico por Santiago                          | 384.809 | 68,33 |
| Marcelo Lugones                | Elena Ochoa                |                       | Cambiemos                                           | 94.677  | 16,81 |
| Pablo Mirolo                   | Roger Nediani              |                       | Frente Renovador 1País                              | 49.953  | 8,87  |
| Eduardo Maximiliano Díaz Alomo | Nicolás Basualdo           |                       | Frente de Izquierda y de los Trabajadores           | 10.189  | 1,81  |
| José Antonio Azar              | Carlos Eduardo Díaz        |                       | Cruzada Santiagueña                                 | 9.284   | 1,65  |
| Rosendo Salto                  | Jorge Concha               |                       | Partido Reformador Esperanza para Todos             | 4.238   | 0,75  |
| Claudia Roxana Trejo           | Gustavo Coria              |                       | Frente Nueva Izquierda                              | 3.699   | 0,66  |
| Santiago Coronel               | María del Carmen Navarrete |                       | Partido Renovar                                     | 3.101   | 0,55  |
| Alba Castillo                  | Pedro Brué                 |                       | Partido Movimiento Fundacional                      | 1.615   | 0,29  |
| Carlos Rossi                   | Marina Moreno              |                       | Movimiento Independiente de Jubilados y Desocupados | 1.582   | 0,28  |
| Votos positivos                | Votos positivos            | Votos positivos       | Votos positivos                                     | 563.147 | 96,76 |
| Votos en blanco                | Votos en blanco            | Votos en blanco       | Votos en blanco                                     | 14.276  | 2,45  |
| Votos nulos                    | Votos nulos                | Votos nulos           | Votos nulos                                         | 4.562   | 0,78  |
| Participación                  | Participación              | Participación         | Participación                                       | 581.985 | 78,99 |
| Abstenciones                   | Abstenciones               | Abstenciones          | Abstenciones                                        | 154.812 | 21,01 |
| Electores registrados          | Electores registrados      | Electores registrados | Electores registrados                               | 736.797 | 100   |
| Fuentes:                       |                            |                       |                                                     |         |       |

### Cámara de Diputados
| Partido/Alianza       | Partido/Alianza                                                   | Votos   | %     | Bancas | Electos |
| --------------------- | ----------------------------------------------------------------- | ------- | ----- | ------ | --- |
|                       | Frente Cívico por Santiago                                        | 380.545 | 67,90 | 30/40  | Ver electos: - Orlando Nicolás Ávila - Ramón Rubén Blázquez - María del Valle Brandán de Rigo - Rómulo Edgardo Bravo - Mario Gustavo Cantoni - Amado Tomás Chamorro - Julia Antonia Comán - Luis Roberto Ger - Marisa Analía Herrera - José Luis Krede - Florencia López Castro de Zavalía - Claudia Alejandra Makhoul - Elía Esther del Carmen Moreno - Marcelo Antonino Nazar - Víctor Manuel Paz Lescano - Marta Amalia Regalado - Antonio Anselmo Romano - Silvia Liliana Romero - Gabriela de los Ángeles Rueda - María Luján Sabalza - Néstor Humberto Salim - Cilda Ofelina Santucho - Silvia Sayago - Arsenio Juan Sequeira - Carlos Silva Neder - Marcela Antonia Soria - Georgina Marcela Sosa - Nélida Clementina Sosa - Luis Humberto Villavicencio - Daniel Zamora |
|                       | Cambiemos                                                         | 93.667  | 16,71 | 7/40   | Ver electos: - Ramón Lisandro Becker - Gerardo Valentín Floridia - Claudia Juárez Fantoni - Flavia Maldi - Claudia Patricia Núñez - Rodrigo Posse - Leticia Vittar |
|                       | Frente Renovador 1País                                            | 49.446  | 8,82  | 3/40   | Ver electos: - Juan Manuel Baracat - Verónica Alejandra Larcher - José Fernando Daniel Giménez |
|                       | Frente de Izquierda y de los Trabajadores                         | 10.462  | 1,87  |        | |
|                       | Cruzada Santiagueña                                               | 9.403   | 1,68  |        | |
|                       | Partido Reformador Esperanza para Todos                           | 4.246   | 0,76  |        | |
|                       | Frente Nueva Izquierda                                            | 3.689   | 0,66  |        | |
|                       | Partido Renovar                                                   | 3.253   | 0,58  |        | |
|                       | Partido Unido por los Trabajadores, por el Progreso y la Dignidad | 2.316   | 0,41  |        | |
|                       | Partido Movimiento Fundacional                                    | 1.859   | 0,33  |        | |
|                       | Movimiento Independiente de Jubilados y Desocupados               | 1.602   | 0,29  |        | |
| Votos positivos       | Votos positivos                                                   | 560.488 | 96,31 |        | |
| Votos en blanco       | Votos en blanco                                                   | 16.826  | 2,89  |        | |
| Votos nulos           | Votos nulos                                                       | 4.671   | 0,80  |        | |
| Participación         | Participación                                                     | 581.985 | 78,99 |        | |
| Abstenciones          | Abstenciones                                                      | 154.812 | 21,01 |        | |
| Electores registrados | Electores registrados                                             | 736.797 | 100   |        | |
| Fuentes:              |                                                                   |         |       |        | |